# Stegobolus percolumellatus
Stegobolus percolumellatus är en lavart som först beskrevs av Sipman, och fick sitt nu gällande namn av Frisch 2006. Stegobolus percolumellatus ingår i släktet Stegobolus och familjen Thelotremataceae.   Inga underarter finns listade i Catalogue of Life.